# Кадальсо-де-лос-Відріос
Кадальсо-де-лос-Відріос (ісп. Cadalso de los Vidrios) — муніципалітет в Іспанії, у складі автономної спільноти Мадрид. Населення — 2944 особи (2010).
Муніципалітет розташований на відстані близько 65 км на захід від Мадрида.
На території муніципалітету розташовані такі населені пункти: (дані про населення за 2010 рік)
- Кадальсо-де-лос-Відріос: 2719 осіб
- Лос-Барранкос-і-Ель-Паланкар: 8 осіб
- Ель-Бокерон: 3 особи
- Ла-Кастельяна-і-Ель-Пілар: 6 осіб
- Ентрепінос: 191 особа
- Ланчарраса: 2 особи
- Ель-Маїльйо: 0 осіб
- Лас-Маріскалас: 7 осіб
- Ла-Марра: 0 осіб
- Пінар-дель-Консехо: 8 осіб
- Ель-Усеро: 0 осіб
- Валондо-і-Лос-Веласкос: 0 осіб
- Вальє-де-ла-Дееса: 0 осіб

## Демографія
Динаміка населення (INE ):

## Галерея зображень

Розташування муніципалітету у автономній спільноті Мадрид
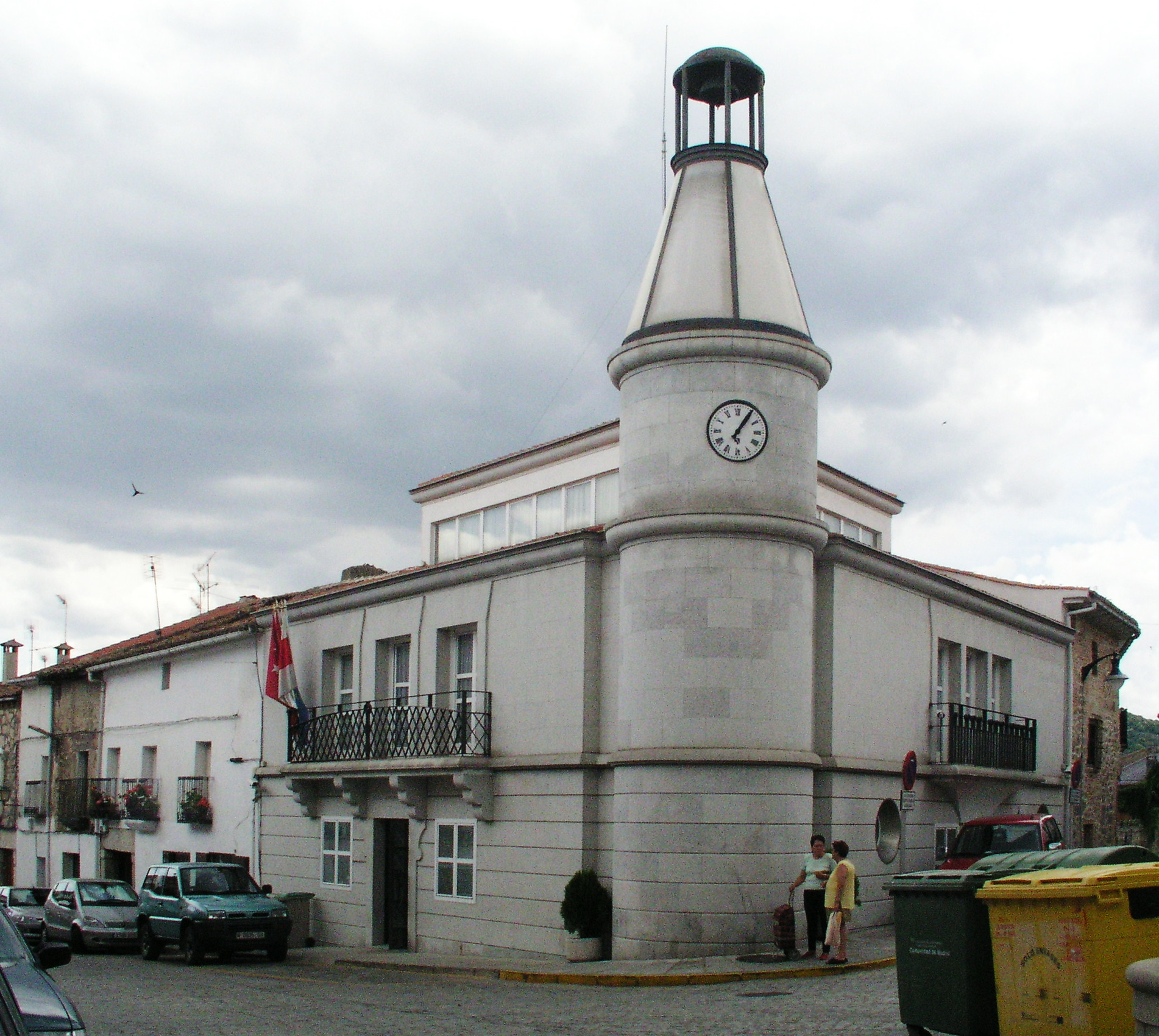
Муніципальна рада